# Răsvan Dobrescu
Răsvan Dobrescu (n. 7 noiembrie 1932) este un fost deputat în legislatura 1992-1996 și un fost senator român în legislatura 1996-2000 ales în județul Olt pe listele partidului PNȚCD. În cadrul activității sale parlamentare în legislatura 1996-2000, Răsvan Dobrescu a fost membru în grupurile parlamentare de prietenie cu Republica Franceză-Senat, Republica Austria, Republica Cipru și Republica Slovacă. Răsvan Dobrescu a fost membru în comisia juridică de numiri, disciplină, imunități și validări în decursul ambelor legislaturi în care a fost ales. 